# Italienische Badmintonmeisterschaft
Italienische Meisterschaften im Badminton werden seit 1977 ausgetragen. Seit 1981 werden Juniorentitelkämpfe ausgetragen, seit 1985 Mannschaftstitelkämpfe. Im Jahr 1994 starteten die internationalen Titelkämpfe.

## Die Titelträger
| Saison | Herreneinzel                  | Dameneinzel        | Herrendoppel                            | Damendoppel                      | Mixed                                |
| ------ | ----------------------------- | ------------------ | --------------------------------------- | -------------------------------- | ------------------------------------ |
| 1977   | Kurt Duschek                  | Barbara Baker      | Kurt Duschek Karl Klammsteiner          | Margitt Grittner Rita Blaas      | Kurt Duschek Rita Blaas              |
| 1978   | Paolo de Paoli                | Wally Raffeiner    | Paolo de Paoli Hubert Grittner          | Margit Grittner Wally Raffeiner  | Hubert Grittner Margit Grittner      |
| 1979   | Paolo de Paoli                | Margit Grittner    | Hubert Grittner Karl Klammsteiner       | Rita Tischler V. Egger           | Paolo de Paoli T. Roncalli           |
| 1980   | Paoli de Paoli                | Rita Tischler      | Paolo de Paoli E. Perolari              | Christine Klotzner Resi Klotzner | Karl Klammsteiner Christine Klotzner |
| 1981   | Paolo de Paoli                | Christine Klotzner | Hubert Grittner Karl Klammsteiner       | Christine Klotzner Resi Klotzner | Kurt Duschek Christine Klotzner      |
| 1982   | Paolo de Paoli                | Charlotte Punter   | Andrea Ortner Sandro Faccioli           | Christine Klotzner Resi Klotzner | Sandro Faccioli Margit Grittner      |
| 1983   | Paolo de Paoli                | Christine Klotzner | Kurt Duschek Sandro Faccioli            | Christine Klotzner Resi Klotzner | Sandro Faccioli Christine Klotzner   |
| 1984   | Kurt Salutt                   | Christine Klotzner | Kurt Duschek Andrea Ortner              | Claudia Nista Eva Stecher        | Andrea Ortner Christine Klotzner     |
| 1985   | Kurt Salutt                   | Christine Klotzner | Andrea Ortner Sandro Faccioli           | Claudia Nista Eva Stecher        | Kurt Salutt Claudia Nista            |
| 1986   | Kurt Salutt                   | Christine Klotzner | Anton Klotzner Karl Freund              | Claudia Nista Eva Stecher        | Kurt Salutt Claudia Nista            |
| 1987   | Kurt Salutt                   | Claudia Nista      | Claus Ring Pier Carlo Barioli           | Claudia Nista Eva Stecher        | Kurt Salutt Claudia Nista            |
| 1988   | Stefan Kantioler              | Claudia Nista      | Kurt Salutt Karl Prugger                | Claudia Nista Maria Luisa Mur    | Kurt Salutt Claudia Nista            |
| 1989   | Anton Klotzner                | Maria Luisa Mur    | Giorgio Bianchi Kurt Salutt             | Claudia Nista Maria Luisa Mur    | Kurt Salutt Claudia Nista            |
| 1990   | Anton Klotzner                | Petra Schrott      | Giorgio Bianchi Kurt Salutt             | Petra Schrott Tanja Egger        | Roland Osele Petra Schrott           |
| 1991   | Anton Klotzner                | Petra Schrott      | Giorgio Bianchi Kurt Salutt             | Petra Schrott Tanja Egger        | Kurt Salutt Claudia Nista            |
| 1992   | Anton Klotzner                | Petra Schrott      | Andreas Pichler Anton Klotzner          | Petra Schrott Tanja Egger        | Anton Klotzner Petra Schrott         |
| 1993   | Andreas Pichler               | Petra Schrott      | Jochen Pichler Alexander Rieder         | Petra Schrott Tanja Egger        | Anton Klotzner Claudia Nista         |
| 1994   | Andreas Pichler               | Beate Dejaco       | Andreas Pichler Jochen Pichler          | Claudia Nista Maria Luisa Mur    | Enrico La Rosa Maria Luisa Mur       |
| 1995   | Gianmarco La Rosa             | Beate Dejaco       | Luigi Izzo Enrico La Rosa               | Claudia Nista Maria Luisa Mur    | Klaus Raffeiner Thea Götsch          |
| 1996   | Klaus Raffeiner               | Beate Dejaco       | Klaus Raffeiner Alexander Theiner       | Monica Memoli Maria Luisa Mur    | Gianmarco La Rosa Monica Memoli      |
| 1997   | Klaus Raffeiner               | Monica Memoli      | Klaus Raffeiner Alexander Theiner       | Monica Memoli Maria Luisa Mur    | Alexander Theiner Monica Memoli      |
| 1998   | Klaus Raffeiner               | Petra Schrott      | Klaus Raffeiner Alexander Theiner       | Monica Memoli Maria Luisa Mur    | Andreas Pichler Petra Schrott        |
| 1999   | Klaus Raffeiner               | Petra Schrott      | Klaus Raffeiner Alexander Theiner       | Monica Memoli Maria Luisa Mur    | Simone Vincenti Maria Luisa Mur      |
| 2000   | Klaus Raffeiner               | Erika Stich        | Klaus Raffeiner Alexander Theiner       | Agnese Allegrini Maria Luisa Mur | Klaus Raffeiner Petra Schrott        |
| 2001   | Klaus Raffeiner               | Agnese Allegrini   | Klaus Raffeiner Alexander Theiner       | Agnese Allegrini Erika Stich     | Klaus Raffeiner Petra Schrott        |
| 2002   | Klaus Raffeiner               | Agnese Allegrini   | Cristiano Bevilacqua Christian Bernhard | Monica Memoli Maria Luisa Mur    | Klaus Raffeiner Petra Schrott        |
| 2003   | Klaus Raffeiner               | Agnese Allegrini   | Cristiano Bevilacqua Christian Bernhard | Agnese Allegrini Federica Panini | Klaus Raffeiner Petra Schrott        |
| 2004   | Klaus Raffeiner               | Monica Memoli      | Klaus Raffeiner Alexander Theiner       | Monica Memoli Maria Luisa Mur    | Klaus Raffeiner Petra Schrott        |
| 2005   | Klaus Raffeiner               | Erika Stich        | Klaus Raffeiner Alexander Theiner       | Federica Panini Erika Stich      | Giovanni Traina Federica Panini      |
| 2006   | Klaus Raffeiner               | Monica Memoli      | Klaus Raffeiner Alexander Theiner       | Verena Leiter Maria Luisa Mur    | Klaus Raffeiner Maria Luisa Mur      |
| 2007   | Giovanni Greco                | Verena Leiter      | Rosario Maddaloni Enrico Galeani        | Verena Leiter Maria Luisa Mur    | Giovanni Traina Federica Panini      |
| 2008   | Marco Mondavio                | Elena Chepurnova   | Luigi Izzo Giovanni Traina              | Verena Leiter Maria Luisa Mur    | Enrico Galeani Maria Luisa Mur       |
| 2009   | Giovanni Greco                | Elena Chepurnova   | Luigi Izzo Giovanni Traina              | Federica Panini Erika Stich      | Giovanni Traina Federica Panini      |
| 2010   | Rosario Maddaloni             | Federica Panini    | Giovanni Greco Pierluigi Musiari        | Federica Panini Erika Stich      | Giovanni Traina Federica Panini      |
| 2011   | Giovanni Greco                | Agnese Allegrini   | Giacomo Battaglino Marco Mondavio       | Federica Panini Erika Stich      | Giovanni Traina Federica Panini      |
| 2012   | Giovanni Greco                | Agnese Allegrini   | Giacomo Battaglino Marco Mondavio       | Hannah Strobl Carmen Thanei      | Enrico Galeani Agnese Allegrini      |
| 2013   | Giovanni Greco                | Agnese Allegrini   | Enrico Galeani Rosario Maddaloni        | Marah Punter Hannah Strobl       | Enrico Galeani Agnese Allegrini      |
| 2014   | Rosario Maddaloni             | Xandra Stelling    | Enrico Galeani Rosario Maddaloni        | Monica Memoli Maria Luisa Mur    | Pirmin Klotzner Karin Maran          |
| 2015   | Rosario Maddaloni             | Jeanine Cicognini  | Giovanni Greco Rosario Maddaloni        | Monica Memoli Maria Luisa Mur    | Pirmin Klotzner Karin Maran          |
| 2016   | Rosario Maddaloni             | Jeanine Cicognini  | Giovanni Greco Rosario Maddaloni        | Claudia Gruber Gloria Pirvanescu | Fabio Caponio Sofia Giudici          |
| 2017   | Rosario Maddaloni             | Jeanine Cicognini  | Giovanni Greco Rosario Maddaloni        | Silvia Garino Lisa Iversen       | Rosario Maddaloni Jeanine Cicognini  |
| 2018   | Rosario Maddaloni             | Katharina Fink     | Lukas Osele Kevin Strobl                | Silvia Garino Lisa Iversen       | Rosario Maddaloni Jeanine Cicognini  |
| 2019   | Rosario Maddaloni             | Yasmine Hamza      | Giovanni Greco Rosario Maddaloni        | Judith Mair Lisa Sagmeister      | Kevin Strobl Silvia Garino           |
| 2020   | nicht ausgetragen             | nicht ausgetragen  | nicht ausgetragen                       | nicht ausgetragen                | nicht ausgetragen                    |
| 2021   | Giovanni Toti                 | Yasmine Hamza      | Giovanni Greco Kevin Strobl             | Martina Corsini Judith Mair      | Gianmarco Bailetti Martina Corsini   |
| 2022   | Christopher Vittoriani        | Yasmine Hamza      | Giovanni Greco David Salutt             | Martina Corsini Judith Mair      | Christopher Vittoriani Yasmine Hamza |
| 2023   | Christopher Faurum Vittoriani | Judith Mair        | Giovanni Greco David Salutt             | Martina Corsini Judith Mair      | David Salutt Chiara Passeri          |
| 2024   | Fabio Caponio                 | Yasmine Hamza      | Alessandro Gozzini Luca Zhou            | Martina Corsini Emma Piccinin    | Gianmarco Bailetti Emma Piccinin     |